# Sensore di prossimità
I sensori di prossimità sono dei sensori in grado di rilevare la presenza di oggetti nelle immediate vicinanze, senza che vi sia un effettivo contatto con l'ADC.
La distanza entro cui questi sensori rilevano oggetti è definita portata vedente. Alcuni modelli dispongono di un sistema di regolazione per poter calibrare la lunghezza di veduta.
L'assenza di meccanismi d'attuazione meccanica, e di un contatto fisico tra sensore e oggetto, fa sì che questi sensori presentino un'affidabilità molto elevata.

## Segnale d'uscita
Normalmente i sensori di prossimità rilevano solamente la presenza o l'assenza di un oggetto all'interno della loro portata nominale. Conseguentemente il segnale elettrico d'uscita sarà di tipo on/off in quanto deve rappresentare solo gli stati assenza/presenza.
Il circuito che genera il segnale d'uscita può essere realizzato secondo diversi standard:
- come contatto puro, del tipo di quello che si presenta ai capi di un interruttore chiuso;
- tipo PNP, dove viene generato un segnale in tensione in grado di alimentare piccoli carichi;
- tipo NPN (chiamato anche open collector), dove l'uscita viene portata a massa, dando la possibilità di chiudere un circuito esterno.

L'uscita è normalmente progettata per trattare segnali a bassa tensione (fino a 48V) e basse correnti (fino 200 mA), non adatte per comandare direttamente attuatori (elettrovalvole, teleruttori, motori, ecc.), ma adatte ad alimentare ingressi di schede di controllo, PLC o CNC.
I sensori PNP o NPN dispongono spesso di circuiti di protezione per ridurre la possibilità di danneggiamento in presenza di cortocircuiti o errori di cablaggio.
Alcuni sensori più evoluti sono in grado anche di rilevare la distanza dall'oggetto. In questi il segnale elettrico d'uscita è un segnale analogico il cui valore codifica la distanza dell'oggetto rilevato. Tali sensori sono a tutti gli effetti dei trasduttori di posizione lineare.

## Principio di funzionamento
I sensori di prossimità possono essere realizzati basandosi su diversi tipi di tecnologie:
- con sensori induttivi;
- con sensori capacitivi;
- con sensori magnetici;
- con sensori ad ultrasuoni;
- con sensori ottici.

### Sensori di prossimità induttivi
I sensori di prossimità induttivi si basano sul principio della variazione di riluttanza che presenta un elettromagnete, quando nelle vicinanze si presenta un oggetto realizzato in materiale ferromagnetico, la comparsa di materiale ferromagnetico all'interno del campo magnetico, fa sì che il campo stesso si chiuda meglio, con conseguente abbassamento della riluttanza.
I circuiti interni del sensore rilevano la variazione di riluttanza, e superata una certa soglia, fanno commutare il segnale d'uscita.
Pertanto questi sensori di prossimità possono rilevare solo la presenza d'oggetti realizzati in materiale ferromagnetico e la portata nominale è genericamente piuttosto bassa, dell'ordine di qualche millimetro.
Questi sensori possono commutare il loro stato a frequenze molto elevate, dell'ordine di migliaia di volte al secondo, rendendoli adatti a rilevare oggetti in rapido movimento.
Il circuito del sensore induttivo è formato da un oscillatore LC, da un raddrizzatore e da una bobina che viene alimentata con tensione sinusoidale ad alta frequenza di parecchi MHz.

### Sensori di prossimità capacitivi
I sensori capacitivi si basano sul principio della rilevazione della capacità elettrica di un condensatore: il loro lato sensibile ne costituisce un'armatura, l'eventuale presenza nelle immediate vicinanze di un oggetto conduttore, realizza l'altra armatura del condensatore. Così la presenza di un oggetto crea una capacità che i circuiti interni rilevano, comandando la commutazione del segnale d'uscita.
Rispetto ai sensori di prossimità induttivi, sono limitati nella velocità di commutazione (10-50 Hz), ma presentano altri vantaggi:
- portate nominali più elevate (fino a 20 mm);
- possibilità di rilevare oggetti non ferromagnetici, purché almeno parzialmente conduttivi;
- immunità a disturbi elettromagnetici.

### Sensori di prossimità magnetici
I sensori di prossimità magnetici funzionano rilevando il campo magnetico generato da un magnete permanente montato appositamente sull'oggetto da rilevare. Questi sensori si basano sul principio dei contatti Reed o sull'effetto Hall.
I modelli realizzati con contatti Reed hanno una velocità di commutazione bassa (fino 50 Hz), ma i modelli realizzati con sensori ad effetto Hall possono commutare a velocità elevate (anche migliaia di Hz).
Una particolarità di questi sensori è che le portate nominali dipendono dalla potenza del campo generato dal magnete, più che dalle caratteristiche del sensore, e pertanto, usando un grosso magnete, possono essere elevate (fino a 100 mm). Di contro l'oggetto da rilevare deve essere preparato montando l'opportuno magnete permanente.
Per ovvi motivi questi sensori non possono essere utilizzati in prossimità di grosse fonti elettromagnetiche (motori, teleruttori, linee d'alimentazione, ecc..).

### Sensori di prossimità ad ultrasuoni
I sensori di prossimità ad ultrasuoni funzionano sul principio del Sonar: emettono impulsi sonori ultrasonici, e rilevano un'eventuale eco di ritorno generata dalla presenza di un oggetto all'interno della portata nominale.
Vista la complessità, questi sensori sono costosi, ma dispongono spesso di funzioni evolute:
- settaggio della distanza di commutazione;
- uscita analogica per la trasduzione della distanza dell'oggetto rilevato;
- settaggio del campo sensibile;
- programmazione software dei settaggi dello strumento.

La velocità di commutazione di questi sensori di prossimità è bassa, ma in compenso presentano dei significativi vantaggi:
- possono avere portate nominali molto elevate (fino a 10 m);
- sono immuni ai disturbi elettromagnetici;
- possono rilevare oggetti di qualsiasi materiale (eccetto materiali fonoassorbenti);
- possono rilevare oggetti senza che questi siano stati preventivamente preparati.

Una certa attenzione va però posta nella dimensione e nell'orientamento della superficie dell'oggetto che si rivolge al sensore, infatti una superficie troppo piccola o orientata malamente (non ortogonale alla direzione di lettura del sensore) può non assicurare la generazione di un'eco rilevabile.
Appartengono a questa categoria anche i sensori di retromarcia o di parcheggio per automobile.

### Sensori di prossimità ottici
I sensori di prossimità ottici (chiamati anche Fotoelettrici) si basano sulla rilevazione della riflessione di un fascio luminoso da parte dell'oggetto rilevato. Normalmente viene usato un fascio di raggio infrarossi, in quanto questa radiazione difficilmente si confonde con i disturbi generati da fonti luminose ambientali.
Oggi questi sensori sono relativamente economici e dispongono spesso di funzioni evolute come:
- settaggio della sensibilità di commutazione;
- settaggio della logica di uscita (PNP o NPN);
- settaggio di temporizzazioni sul segnale d'uscita (esempio dei ritardi nelle commutazioni).

Nella modalità d'uso più semplice, il fascio viene riflesso dalla superficie stessa dell'oggetto rilevato, per lo stesso fenomeno per cui la luce visibile può essere riflessa e percepita dai nostri occhi. Il problema è che la quantità di radiazione riflessa dipende dalla composizione e dall'orientamento della superficie; pertanto il campo sensibile di questi sensori di prossimità dipende sostanzialmente dalla natura della superficie dell'oggetto da rilevare: tipicamente da 10 a 100 cm.
Montando un riflettore catadiottrico sull'oggetto da rilevare, si possono ottenere portate nominali molto alte (fino a 50 m).
Va comunque posta attenzione al posizionamento di fonti di luce artificiale: la proiezione di una forte luce su questi sensori ne può provocare l'accecamento.

## Applicazioni
Questi trasduttori, per la loro vastissima gamma di modelli e caratteristiche, sono validamente applicati in tutto il mondo su controlli di processo industriale, robot industriali, macchine utensili, strumenti di misura, linee di montaggio, e così via.
Nei telefoni cellulari e smartphone dotati di touch screen durante una chiamata telefonica il sensore di prossimità rileva l'avvicinamento del volto/testa al touchscreen disattivandolo evitando così il possibile tocco involontario dei tasti dello schermo tattile e riattivandolo all'avvenuto distacco del volto.
In alcune fotocamere digitali reflex un sensore posto accanto al mirino spegne automaticamente il display quando si accosta l'occhio all'oculare.